# ویکتوریا جکسون (کارآفرین)
ویکتوریا جکسون (انگلیسی: Victoria Jackson؛ زادهٔ ۳۱ اوت ۱۹۵۵) یک کارآفرین و نویسنده اهل ایالات متحده آمریکا است که سالیان متمادی، گردانندهٔ شرکت «لوازم آرایشی ویکتوریا جکسون» بود.
در سال ۲۰۰۸ میلادی، پس از آنکه دخترش دچار سندرم دویک شد، او و همسرش «بنیاد خیریهٔ گاتی-جکسون» را بنیان نهادند که هزینه‌های مورد نیاز برای درمان یا پژوهش دربارهٔ این بیماری را تأمین می‌کرد. نام او در سال ۲۰۱۷ میلادی، در فهرست «تالار ملی مشاهیر زن» قرار گرفت.